# Oberhaupt der Republik Krim
Das Oberhaupt der Republik Krim ist das Oberhaupt der Exekutive und damit der Gouverneur der Republik Krim. Diese ist seit der Annexion der Krim 2014 durch Russland ein international nicht anerkanntes russisches Föderationssubjekt. Das derzeitige Oberhaupt der Republik Krim ist Sergei Aksjonow.

## Geschichte
Unter ukrainischer Herrschaft wurde in der Verfassung der Autonomen Republik Krim von 1992 ein entsprechendes Amt mit der Bezeichnung Präsident der Republik Krim vorgesehen, das auch für die autonome Stadt Sewastopol zuständig war. Die erste Präsidentschaftswahl fand 1994 statt, aber am 17. März 1995 schaffte das ukrainische Parlament das Amt des Präsidenten der Krim ab.
Nach der Annexion der Krim im März 2014 durch Russland ratifizierte der Staatsrat der Republik Krim am 11. April 2014 eine neue Verfassung, die ab dem 14. April 2014 das Amt des Oberhaupts der Republik Krim vorsieht.

## Wahlverfahren
Das Oberhaupt der Republik Krim wird durch den Staatsrat der Republik auf Vorschlag des Präsidenten der Russischen Föderation gewählt. Die Amtszeit beträgt fünf Jahre. Ein Interimsoberhaupt wird direkt vom Präsidenten ernannt. Gemäß Artikel 62 der Verfassung der Republik Krim kann jeder russische Staatsbürger, der das dreißigste Lebensjahr vollendet hat, das Amt antreten, sofern er keinen Einschränkungen der bürgerlichen und politischen Rechte unterworfen ist.

## Kompetenzen
Formal ist das Oberhaupt der Republik ein Gouverneur, der dem Präsidenten der Russischen Föderation unterstellt ist; es leitet die Exekutive und hat das Recht auf Gesetzesinitiativen im Staatsrat, den es auch ausnahmsweise einberufen kann.
Die Verfassung der Republik Krim sieht vor, dass das Amt des Oberhaupts und des Ministerpräsidenten von derselben Person ausgeübt werden kann.
Die Politik des Oberhaupts der Krim besteht darin, die Einhaltung der Verfassung und der Bundesgesetze sowie der Verfassung und der Gesetze der Republik Krim, die Gleichheit der Völker und die Rechte und Freiheiten der Menschen und Bürger sowie die Aufrechterhaltung des koordinierten Funktionierens der staatlichen Organe der Republik zu gewährleisten.
Das Oberhaupt ernennt den vom Staatsrat gewählten Ministerpräsidenten und bestimmt den Vertreter der Exekutive der Republik Krim im Föderationsrat. 
Darüber hinaus hat es nach den Artikeln 61–65 der Verfassung das Recht zur:
- Ernennung und Entlassung des Vorsitzenden des Ministerrates sowie der Minister und anderer hohe Beamte der Republik mit Zustimmung des Staatsrates;
- Vertretung der Republik Krim gegenüber der Zentralregierung und anderen lokalen Behörden der Russischen Föderation sowie gegenüber ausländischen Wirtschaftsvertretern und Unterzeichnung von Verträgen im Namen der Republik;
- Unterzeichnung und Verkündung der Gesetze der Republik Krim und Erlassung von Präsidialdekreten.

## Liste
|             | Porträt | Name            | Politische Partei | Wahl               | Dauer der Amtszeit | Dauer der Amtszeit | Ministerpräsident |
| Amtsantritt | Porträt | Name            | Politische Partei | Wahl               | Amtsabgabe         |                    | Ministerpräsident |
| ----------- | ------- | --------------- | ----------------- | ------------------ | ------------------ | ------------------ | ----------------- |
| 1           |         | Sergei Aksjonow | Einiges Russland  | —                  | 14. April 2014     | 9. Oktober 2014    | Er selbst         |
| 1           | 2014    | Sergei Aksjonow | Einiges Russland  | 9. Oktober 2014    | 19. September 2019 |                    | Er selbst         |
| 1           | 2019    | Sergei Aksjonow | Einiges Russland  | 20. September 2019 | Amtierend          | Juri Gozanjuk      |                   |

## Wahlen

### 2014
Für die Wahl wurden drei Kandidaten nominiert:
- Sergei Aksjonow, Interimschef der Republik;
- Gennadi Narajew, Minister für Ökologie und natürliche Ressourcen der Krim;
- Alexander Terentjew, Abgeordneter der Staatsduma.

| Kandidat            | Partei             | Stimmen | %   |
| ------------------- | ------------------ | ------- | --- |
| Sergei Aksjonow     | Einiges Russland   | 75      | 100 |
| Gennadi Narajew     | Einiges Russland   | 0       | 0   |
| Alexander Terentjew | Gerechtes Russland | 0       | 0   |
| Insgesamt           | Insgesamt          | 75      | 100 |
| Quelle: ТАСС        |                    |         |     |

### 2019

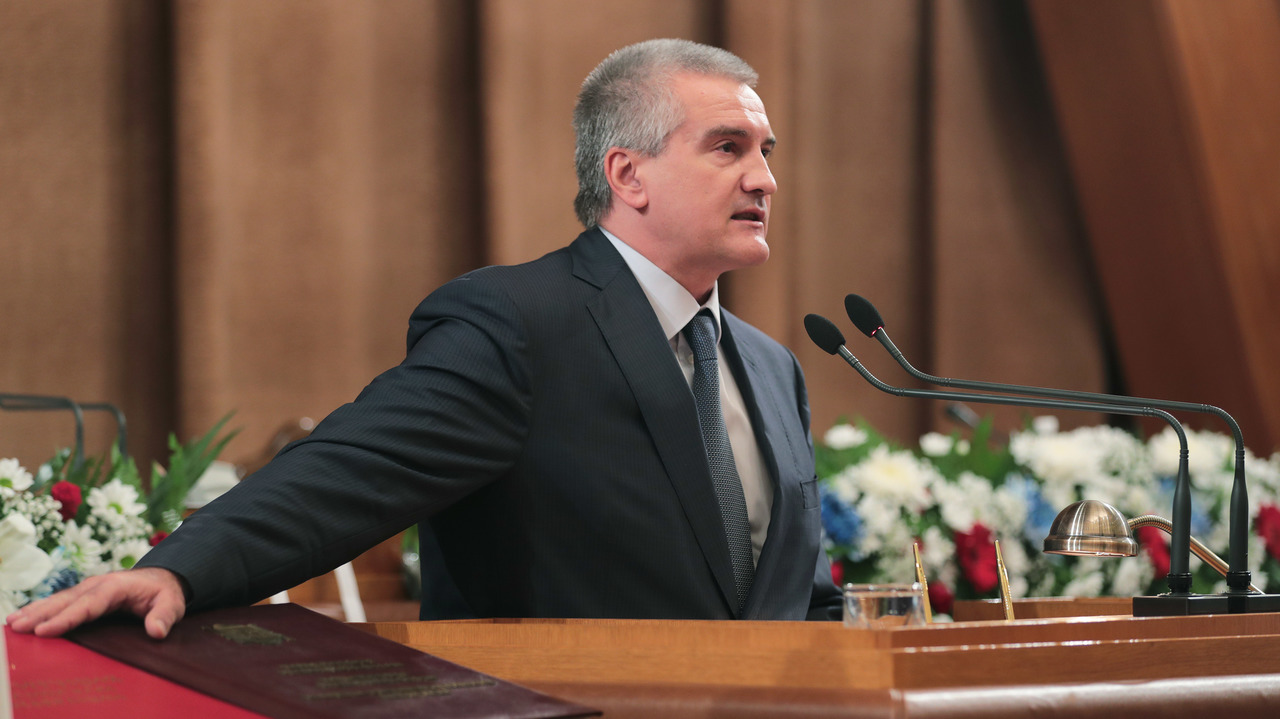
Amtseinführung von Aksjonow 2019

Für die Wahl wurden drei Kandidaten nominiert:
- Sergei Aksjonow, amtierendes Oberhaupt der Republik;
- Pawel Schperow, Abgeordneter der Staatsduma;
- Sergei Bogatyrenko, Abgeordneter des Staatsrates der Krim.

| Kandidat           | Partei                                          | Stimmen | %    |
| ------------------ | ----------------------------------------------- | ------- | ---- |
| Sergei Aksjonow    | Einiges Russland                                | 74      | 98.7 |
| Pawel Schperow     | LDPR                                            | 0       | 0    |
| Sergei Bogatyrenko | Kommunistische Partei der Russischen Föderation | 0       | 0    |
| Insgesamt          | Insgesamt                                       | 75      | 100  |
| Quelle: ТАСС       |                                                 |         |      |